# Castel San Vincenzo
Castel San Vincenzo es una localidad y comune italiana de la provincia de Isernia, región de Molise, con 571 habitantes.

## Evolución demográfica
| Gráfica de evolución demográfica de Castel San Vincenzo entre 1861 y 2001 |
|                                                                           |
| Fuente ISTAT - elaboración gráfica de Wikipedia                           |